# Les Voyages de Gulliver (film, 1939)
Pour l’article homonyme, voir Les Voyages de Gulliver.
Pour plus de détails, voir Fiche technique et Distribution.
Les Voyages de Gulliver (Gulliver's Travels) est un film d'animation américain réalisé par Dave Fleischer, sorti en 1939. 
Adapté du roman éponyme de Jonathan Swift, le film est produit en réponse au succès de Blanche-Neige et les Sept Nains produit par les studios Walt Disney. Ces deux films sont les deux premiers longs métrages d'animation produits par des studios américains.
Malgré un début d'exploitation prometteur (il est présenté aux États-Unis le 18 décembre 1939 et fait 264 798 entrées en deux semaines), le film n'obtient pas le succès commercial escompté et les critiques se montrent dures à son égard.

## Synopsis
En l'an de grâce 1699, le navire du capitaine Lemuel Gulliver est pris dans une tempête et coule. Seul rescapé, le naufragé parvient jusqu'à la plage du royaume de Lilliput où, épuisé, il s'endort. Cependant, le roi du lieu (King Little) fête les fiançailles de sa fille la princesse Glory avec le prince David, fils du roi Bambo de Blefuscu. Un différend naît au moment de jouer les hymnes nationaux et la guerre est déclarée entre les deux peuples. 
La découverte de Gulliver, toujours assoupi, mobilise les Lilliputiens. Le géant est ficelé pendant son sommeil et amené devant le palais royal. Accidentellement, un coup part de son pistolet, abat une tour du château et réveille Gulliver au moment où les sujets du roi Bambo attaquent Lilliput à l'aide de catapultes. La présence de Gulliver met en fuite les assaillants et la liesse populaire succède à la crainte qu'il inspirait. Mais Bambo dépêche des espions qu'il charge d'annihiler le nouvel allié de Lilliput pendant que Gulliver, ignorant tout du danger, s'ingénie à faciliter les amours princières de Glory et David. 
Quand la flotte ennemie attaque, il court le risque d'être abattu par son propre pistolet que les espions de Bambo ont braqué vers lui. Mais le prince David, reconnaissant, fait échouer la manœuvre et Gulliver capture les navires assaillants. Le temps de la réconciliation est venu et Gulliver peut quitter Lilliput enfin pacifié à bord d'une nouvelle embarcation construite avec l'aide de ses amis.

## Fiche technique
- Titre : Les Voyages de Gulliver
- Titre original : Gulliver's Travels
- Réalisation : Dave Fleischer
- Animateurs : Willard Bowsky, Orestes Calpini, Roland Crandall, William Henning, Winfield Hoskins, Thomas Johnson, Frank Kelling, Seymour Kneitel, Robert G. Leffingwell, Myron Natwick et Tom Palmer
- Scénario : Dan Gordon, Cal Howard, Tedd Pierce, Edmond Seward et Izzy Sparber d'après le roman de Jonathan Swift
- Production : Max Fleischer
- Musique : Ralph Rainger (paroles des chansons), Victor Young (musique )
- Photographie : Charles Schettler
- Pays d'origine :  États-Unis
- Format : Couleurs - 1,37:1 - Mono
- Genre : Animation, comédie, aventure et fantasy
- Durée : 76 minutes
- Dates de sortie : 
  - États-Unis :
    - 18 décembre 1939 (première mondiale à Miami, Floride)
    - 20 décembre 1939 (première à New York)
    - 22 décembre 1939 (sortie nationale)

  - France : 20 décembre 1944

## Distribution

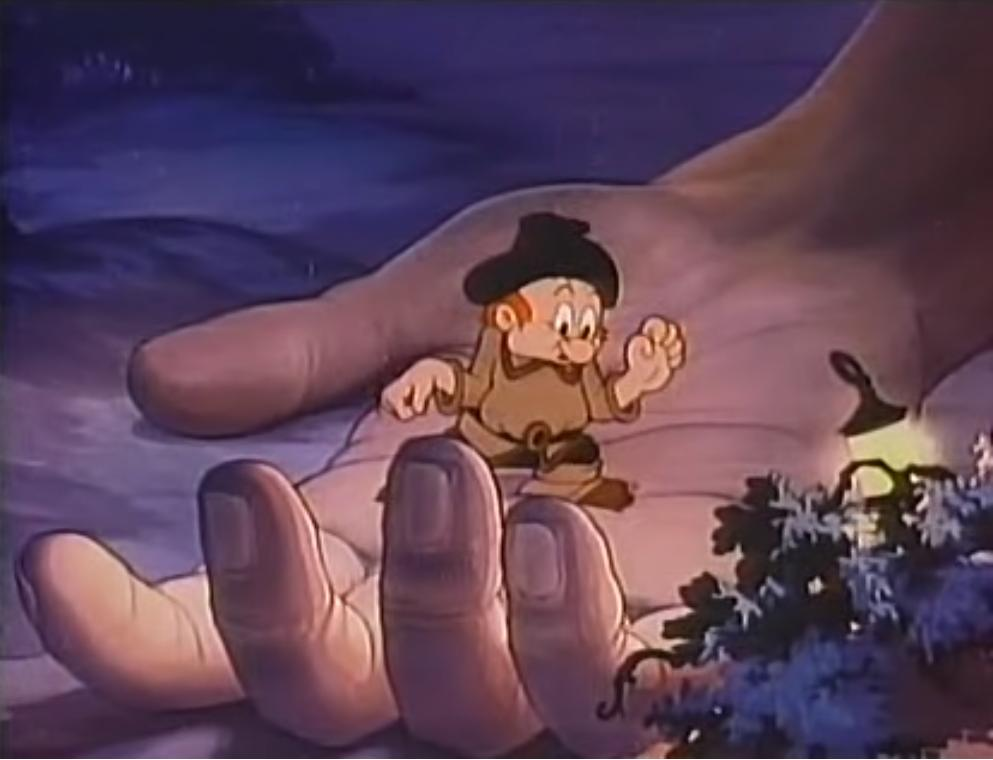
Scène du film où le crieur public Gabby découvre la main de Gulliver.

- Livonia Warren : Princesse Glory (voix parlée)
- Jessica Dragonette : Princesse Glory (voix chantée)
- Cal Howard : Prince David (voix parlée)
- Lanny Ross (en) : Prince David (voix chantée)
- Pinto Colvig : Gabby (voix)
- Jack Mercer : King Little (voix)
- Sam Parker : Gulliver (voix)
- Tedd Pierce : King Bombo (voix)

## Musiques
- All's Well
- Faithful / Forever
- It's a Hap-Hap-Happy Day
- Bluebirds in the Moonlight (Silly Idea)
- I Hear a Dream (Come Home Again)
- We're All Together Now

Toutes les chansons ont été composées par Ralph Rainger, paroles par Leo Robin, à l'exception de It's a Hap-Hap-Happy Day, composée par Sammy Timberg (en) et Winston Sharples, paroles par Al Neiburg (en).